# Прострел обыкновенный
Простре́л обыкнове́нный (лат. Pulsatílla vulgáris) — многолетнее травянистое растение, вид рода Прострел (Pulsatilla) семейства Лютиковые (Ranunculaceae). Ряд исследователей включают этот вид в состав рода Ветреница (Anemone).

## Ботаническое описание

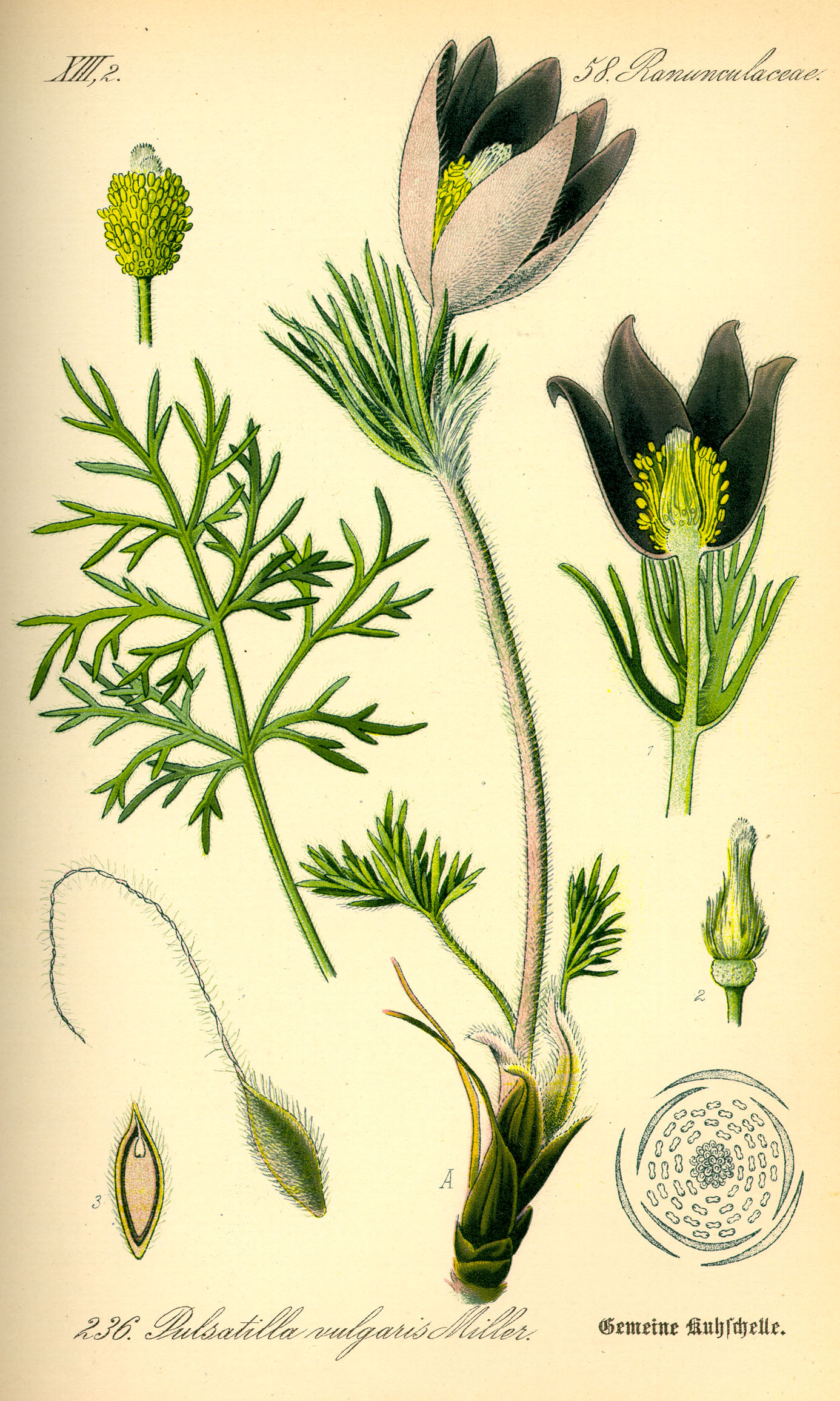

Имеет длинное вертикальное или косое корневище.
Стебли прямостоячие, волосистые, высотой от 5 до 30 см, при плодоношении удлиняются до 40 см и несут покрывало из трёх листьев, сросшихся основаниями и рассечённых на узкие доли, похожих на уменьшенные прикорневые.
Прикорневые листья черешковые, пальчато- или перисто-рассечённые, волосистые, собраны в розетку.
Цветки всегда одиночные, крупные, распускаются до появления листьев или одновременно с ними; лепестки снаружи густо покрыты волосками, тычинок и пестиков много.
Плод — многоорешек с длинными волосистыми столбиками, что придаёт растению особую декоративность в пору плодоношения.

## Распространение и экология
Северная Европа: Дания, Швеция, Великобритания; Центральная Европа: Австрия, Бельгия, Чехия, Словакия, Германия, Венгрия, Польша; Южная Европа: Югославия (север), Румыния (север), Франция; Украина, Россия, Белоруссия.
|                                    |  |  |
| Слева направо: бутон, цветок, плод |  |  |

## Хозяйственное значение и использование
В народной медицине трава прострела обыкновенного используется в качестве седативного, обезболивающего, диуретического, отхаркивающего средства, в контексте применения в народной медицине упоминается как сонник. Используется также в гомеопатии. Прострел обыкновенный ядовит, содержит значительное количество эфирных масел, в составе которых имеется анемонол. При высушивании травяного полуфабриката анемонол преобразуется в анемонин, который определяет фармакологическую ценность (бактерицидную, противоопухолевую, спазмолитическую активность широкого спектра действия и седативные свойства).
В современной западной медицине (США и Западная Европа) прострел обыкновенный известен как седативное, анальгезирующее, спазмолитическое, диуретическое и отхаркивающее средство; он включён во Французскую фармакопею и БТФ.
Даёт пчёлам много нектара и немного пыльцы.

## Классификация

### Таксономия
Pulsatilla vulgaris Mill., 1768, Gard. Dict. ed. 8 : n.º 1
Вид Прострел обыкновенный относится к роду Прострел (Pulsatilla) семействa Лютиковые (Ranunculaceae) порядка Лютикоцветные (Лютикоцветные). Таксономическая схема в соответствии с Системой APG IV по состоянию на июнь 2024 года:
|  |                                      |  |                                   |                                   |                     |  | ещё 6 семейств | ещё 6 семейств |                           |  |  |  | еще 53 подтвержденных вида и 53 вида, ожидающих подтверждения |
|  |                                      |  |                                   |                                   |                     |  | ещё 6 семейств | ещё 6 семейств |                           |  |  |  | еще 53 подтвержденных вида и 53 вида, ожидающих подтверждения |
|  |                                      |  |                                   | порядок Лютикоцветные             |                     |  |                |                | род Прострел              |  |  |  |                                                               |
|  |                                      |  |                                   | порядок Лютикоцветные             |                     |  |                |                | род Прострел              |  |  |  |                                                               |
|  | отдел Цветковые, или Покрытосеменные |  |                                   |                                   | семейство Лютиковые |  |                |                | вид Прострел обыкновенный |  |  |  |                                                               |
|  | отдел Цветковые, или Покрытосеменные |  |                                   |                                   | семейство Лютиковые |  |                |                |                           |  |  |  |                                                               |
|  |                                      |  | ещё 63 порядка цветковых растений | ещё 63 порядка цветковых растений |                     |  |                | ещё 53 рода    | ещё 53 рода               |  |  |  |                                                               |
|  |                                      |  |                                   | ещё 63 порядка цветковых растений |                     |  |                |                | ещё 53 рода               |  |  |  |                                                               |

### Синонимы
- Anemone acutipetala Schleich.
- Anemone bogenhardiana Pritz.
- Anemone collina Salisb.
- Anemone grandis (Wender.) A.Kern.
- Anemone intermedia Schult.
- Anemone linnaeana Rouy & Foucaud
- Anemone pisciensis Sism.
- Anemone pratensis Sibth.
- Anemone pulsatilla L.
- Anemone pulsatilla f. henryi (Christ) U.Tosco
- Anemone pulsatilla subsp. gotlandica (Johanss.) Lindell
- Anemone punica Sism.
- Anemone sylvestris Vill.
- Anemone tenuifolia Schleich.
- Pulsatilla amoena Jord.
- Pulsatilla aperta Schur
- Pulsatilla bogenhardiana Rchb.
- Pulsatilla media Bogenh.
- Pulsatilla oenipontana Dalla Torre & Sarnth.
- Pulsatilla propera Jord.
- Pulsatilla transsilvanica Schur
- Pulsatilla ucrainica (Ugrinsky) Wissjul.
- Pulsatilla vulgaris subsp. grandis (Wender.) Zämelis
- Pulsatilla vulgaris var. gotlandica Johans.